# Monopylephorus parvus
Monopylephorus parvus är en ringmaskart som beskrevs av E. Ditlevsen 1904. Monopylephorus parvus ingår i släktet Monopylephorus och familjen glattmaskar. Arten är reproducerande i Sverige. Inga underarter finns listade i Catalogue of Life.